# 阿瑪斯誓約書
阿瑪斯誓約書（The Testament of Athammaus），是美国作家克拉克·阿什顿·史密斯的短篇小说，是《終北之地》系列的一部。发表於1932年10月的《詭麗幻譚》上。